# Памятник Якуба Коласа (Миколаевщина)
Памятник Якубу Коласу — памятник народному поэту Белоруссии Якубу Коласу в селе Миколаевщина Столбцовского района Минской области, установленный в честь его 90-летия.

## История
Чествование народного поэта Беларуси, корни которого происходят из Николаевщины, началось сразу после смерти писателя в 1956 году, что было утверждено постановлением Совета Министров БССР. На то время уже был подготовлен проект памятника авторства Михаила Бакланова в виде бюста, поставленного на облицован постамент с надписью «Якуб Колас (1882—1956)».
Реализация проекта осуществлялась в течение 16 лет, в результате чего окончательный вариант получился отличающимся от первоначального (упрощённый постамент, изменены формы бюста). Открытие памятника состоялось в рамках празднования 90-летия со дня рождения поэта.
Памятник является традиционным местом празднования юбилеев Якуба Коласа. Во время празднования 130-летия со дня рождения писателя к мемориалу возложил цветы тогдашний министр культуры Павел Латушко.
На сегодняшний день это единственное воплощение памяти поэта в скульптуре на его малой родине. Неоднократно высказывались предложения об установлении подобного монумента в Столбце. Работы по его возведению уже начались.

## Описание
Памятник расположен на небольшой площадке около здания администрации Миколаевщинского сельсовета, от него до улицы Школьной проложена асфальтированная тропа, устроен небольшой сквер. Пространственная композиция памятника очень компактная.
Скульпторы — народный художник БССР Алексей Глебов и Игорь Кравченко, архитектор — Лев Мицкевич. Памятник состоит из прямоугольного постамента, на который поставлен бюст поэта. Основа выполнена из бетона, облицованного лабрадоритом, бюст — бронза. Высота бюста — 1,1 метра, общая высота вместе с постаментом — 3,6 метров. В чертах лица Коласа подчёркнутые такие черты его характера, как доброта, смелость и сердечность.
На прикрепленной к монументу доске имеется цитата из стихотворения поэта «Песней я приветствую вас», написанного в 1936 году.